# Blonay

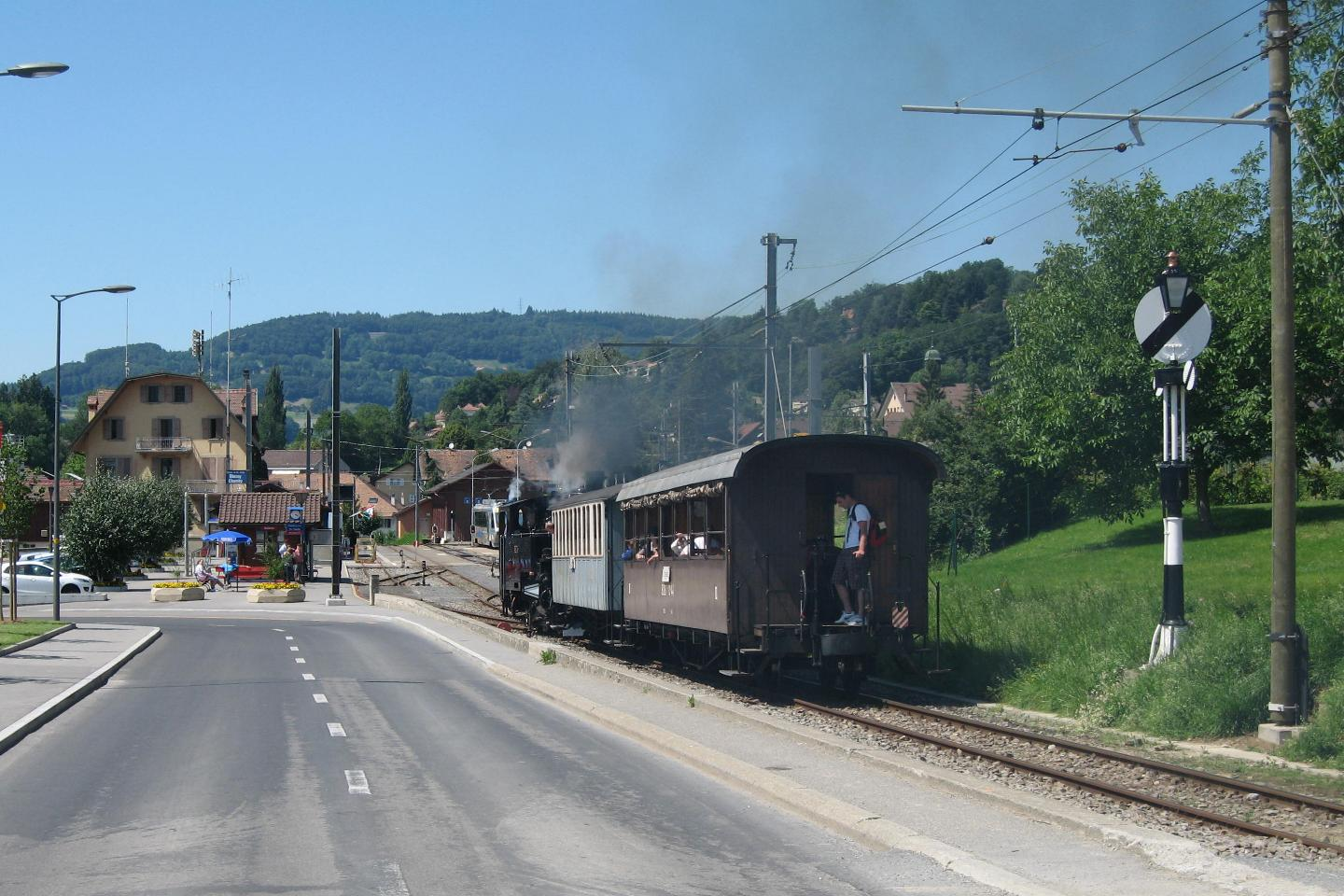
Tren del ferrocarril museo de Blonay-Chamby museo en el primer plano de la estación de tren de Blonay, 2011

Blonay es una comuna suiza del cantón de Vaud, situada en el distrito de Riviera-Pays-d'Enhaut. Limita al norte con la comuna de Saint-Légier-La Chiésaz, al este con Châtel-Saint-Denis (FR) y Haut-Intyamon (FR), al sur con Montreux, y al oeste con La Tour-de-Peilz.
Pertenecen al territorio comunal las localidades de: Bains-de-l'Alliaz, L'Alliaz, Lally, Les Chevalleyres y Les Pléiades. La comuna hizo parte hasta el 31 de diciembre de 2007 del distrito de Vevey, círculo de La Tour-de-Peilz.